# Лосівка (Новгород-Сіверський район)
Ло́сівка — село в Україні, у Семенівській міській громаді Новгород-Сіверського району Чернігівської області. Населення становить 180 осіб. До 2017 орган місцевого самоврядування — Погорільська сільська рада.

## Історія села
Поселення утворилося навколо гути, збудованої з дозволу гетьмана Івана Мазепи. В своєму універсалі від 12 січня 1704 року він дозволяє заснувати виробництво скла Василю Скабичевському, вихідцю з Польщі, який на той час вже володів однією гутою в селі Машеве.
|                                                  | [...] дозволив він, Гетьман, Василю Скабичевському, гутнику [села] Машеве, на гетьманських володіннях, які знаходяться в урочищі між Погорільцями і Жадовом, збудувати гуту; а як побудує, то мусить Скабичевський про те сповістити Гетьмана й укласти із ним наступний договір: з тої гути муситиме щорічно платити до гетьманської скарбниці. Оригінальний текст (рос.) позволил онъ, Гетьманъ, Василю Скобичевскому, гутниковѣ Машевскому, на грунтахъ гетманскихъ, у урочищи межи Погорѣлцами и Жадовомъ знайдуючихся, построити гуту; а построивши, имѣет онъ, Скобичевскій, передъ его, Гетмана, сказатись и учинити зъ нимъ, Гетманом, уговоръ и постановлене: почему маетъ зъ той гути на годъ до шкатули гетманской давати |
| — Черниговские губернские ведомости. 1853. № 35. | |

За Скабичевського гута не приносила особливого доходу (про що може свідчити прохання гутника до гетьмана Скоропадського про звільнення від певних податків через скрутне фінансове становище, викладене у супліці від 19 січня 1719 року), тому ймовірно він її передав іншому власнику, і з 1719 року (точної дати і причини зміни управителя в джерелах не зазначено, але сам Антон вперше фігурує в місцевих записах, як меценат однієї з церков сусіднього села, саме з 1719 року) гутою вже опікувався Антон Євдокимович Лось, також гутник за промислом. Ймовірно, що саме в той час недалеко від гути утворилася й слобода, яку на честь власника почали називати Лосівкою.
Вперше про існування слободи згадується в 1734 році під час опису володінь Данила Апостола:
|  | За селом Старий Жадов є гута, де виробляють скло, гутника Антона Лося, посполитого, на дві печі із різними необхідними інструментами. Коло тої гути слобідка, де живуть ремісники; в ній такі ремісники: скляри, що роблять скло - вісім родин; шуляри (кочегари) - сім родин; будників - чотири родини; осмольників - п'ять родин; ковалів - одна родина: гончарів - одна родина. Цю гуту Лось орендує від Шептаковського. |

Того ж 1734 року Антін Лось пише прохання до гетьмана щодо будівництва млина на річці Слоті, в урочищі Високім. Саму гуту, разом із млином, Лось орендував за 36 рублів на рік, і ще платив близько 3 рублів 60 копійок зарплатні.
1747 року гуту очолив Федір Семенович Білозерський, зять Антона Лося, але до 1750 року він ймовірно помер, бо в записах за цей рік зазаначається, що його вдова платила 39 рублів орендної плати Шептаковським. Ймовірно, вона продовжувала справи чоловіка і в 1761 році. Десь в цих роках гуту передано у володіння Розумовських, і вона налічувала аж 45 дворів (в джерелах вказується як: гута Білозерського – 35 дворів, слобода Скабичевського – 10 дворів).
Наприкінці XVIII ст. гута занепала і виробництво скла припинилося, це сталося за Романа Івановича Яськовича, який орендував гуту в Розумовських. Цікаво, що близько 1765 року згадується нащадок Антона Лося – Роман Антонович Лось, який проживав із Яськовичем по сусідцтву. За згадками 1781 року місцеві жителі почали виробляти дерев'яний посуд на продаж, чим і були відомі серед інших сіл. Після занепаду гути село втратила свою вагу і згадується лише 1800 році, коли Кирило Розумовський заповів її своємо синові Івану.
Лосівка також зазначена на картах Шуберта за 1846 рік.
В період з 1882 до 1917 року в різних метричних книгах міститься 290 записів із прізвищем Лось, нащадки першого власника слобідки проживають в селі й досі.
Відомо, що селяни брали участь в заворушеннях під час Першої російської революції. 22 грудня 1905 року в село Погорільці був відправлений загін драгунів для придушення повстання селян. Під час сутичек більшість селян втекло до Лосівки і скооперувавшись з місцевими жителями змогли прогнати імперські війська.
Під час Першої світової війни був збудований храм, але у 1930-х роках він припинив службу і його перетворили на сільський клуб. Щоби клуб не мав форму хреста (а саме так виглядала церква), знесли праве крило споруди разом з фундаментом. Досі можна побачити кам'яні стовпчики, на яких колись трималась підлога. З храму викинули ікони і зняли купола, але збереглись чотири великі ікони у повний людський зріст.
12 червня 2020 року, відповідно до Розпорядження Кабінету Міністрів України № 730-р «Про визначення адміністративних центрів та затвердження територій територіальних громад Чернігівської області», увійшло до складу Семенівської міської громади.
19 липня 2020 року, в результаті адміністративно-територіальної реформи та ліквідації Семенівського району, село увійшло до Новгород-Сіверського району.